# Jon Gibson
Jon Gibson (11. března 1940 Los Angeles – 12. října 2020) byl americký flétnista, saxofonista a skladatel minimalistické hudby. Studoval na Sacramentské státní univerzitě a poté na Sanfranciské státní univerzitě, kde v roce 1964 získal titul B.A. V roce 1964 hrál při premiéře skladby In C od Terryho Rileyho. V roce 1967 odehrál premiéru skladby Reed Phase od Stevea Reicha, který ji napsal přímo pro něj. Krátce vystupoval s La Montem Youngem. Koncem šedesátých let stál u zrodu uskupení Philip Glass Ensemble, s nímž vystupoval po zbytek svého života. V sedmdesátých letech studoval u pandity Prana Natha.

## Sólová diskografie
- Visitations (1973)
- Two Solo Pieces (1977)
- In Good Company (1992)
- Criss X Cross (2006)
- The Dance (2013)
- Relative Calm (2016)